# Cukier spożywczy

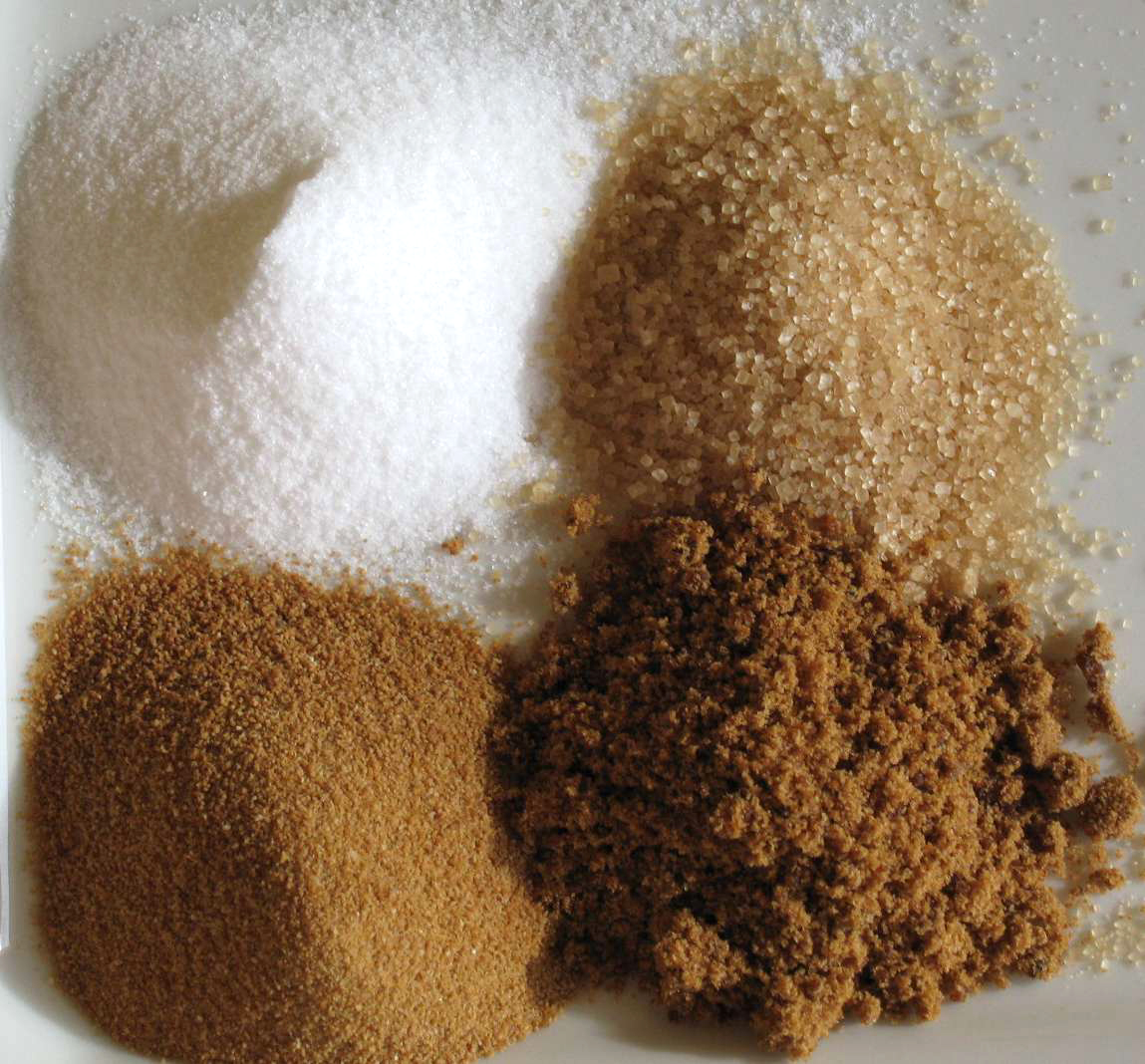
Różne rodzaje cukru spożywczego. Zgodnie z ruchem wskazówek zegara od góry od lewej: cukier rafinowany, nierafinowany, brązowy i nieprzetworzony trzcinowy

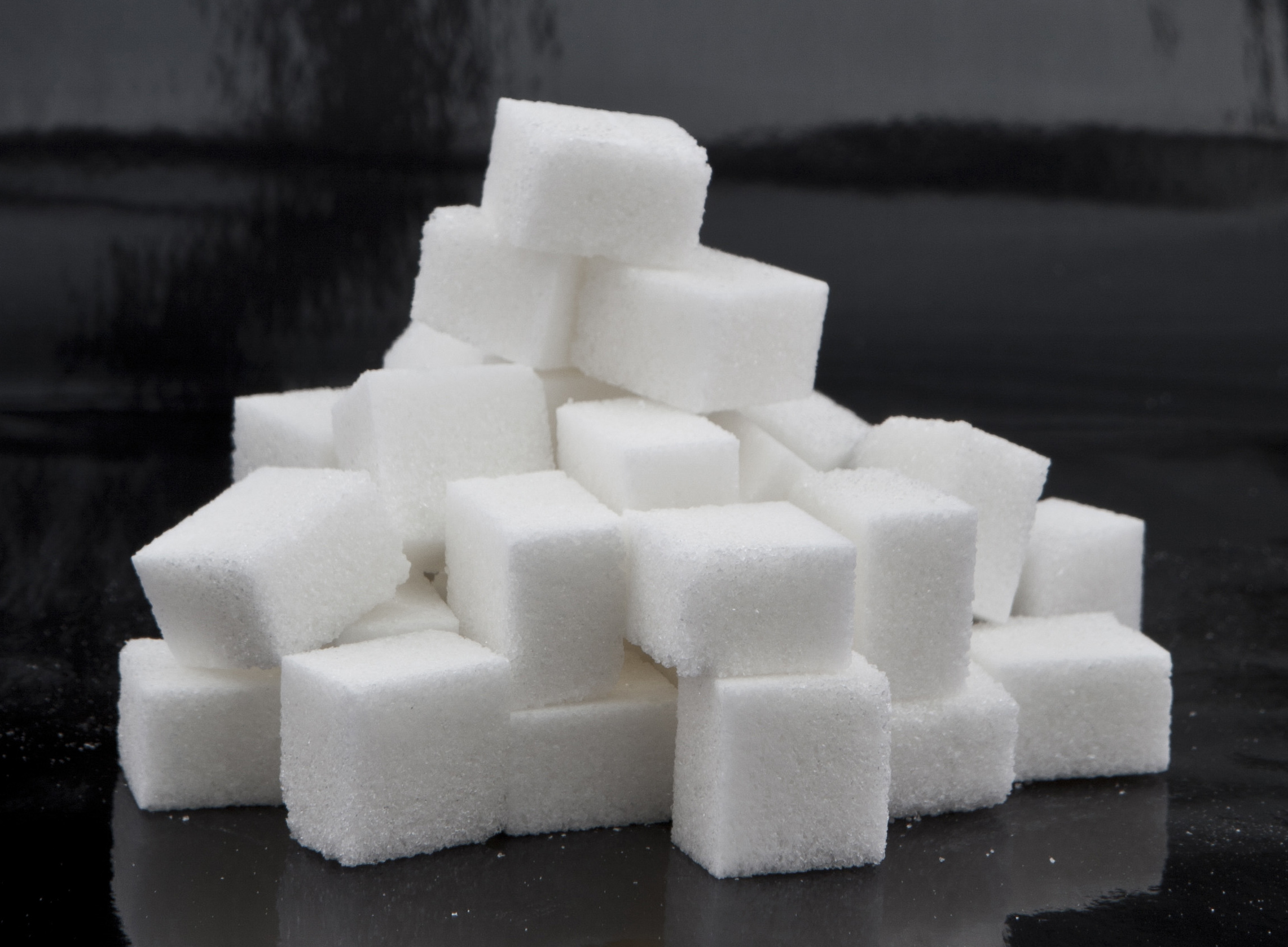
Cukier w kostkach

Cukier spożywczy (cukier z arabskiego سكر sukkar) – to dwucukier sacharoza, spożywcza sacharoza, cukier ten wchodzi w skład wielu owoców i warzyw jednak najczęściej rafinowany jest z trzciny cukrowej (cukier trzcinowy) 70% oraz buraków cukrowych (cukier buraczany) 30%. Ogólnie pod pojęciem cukier należy rozumieć wszystkie węglowodany z grupy monosacharydów i oligosacharydów z wyjątkiem polisacharydów mające słodki smak i wykorzystywane do słodzenia.

## Historia

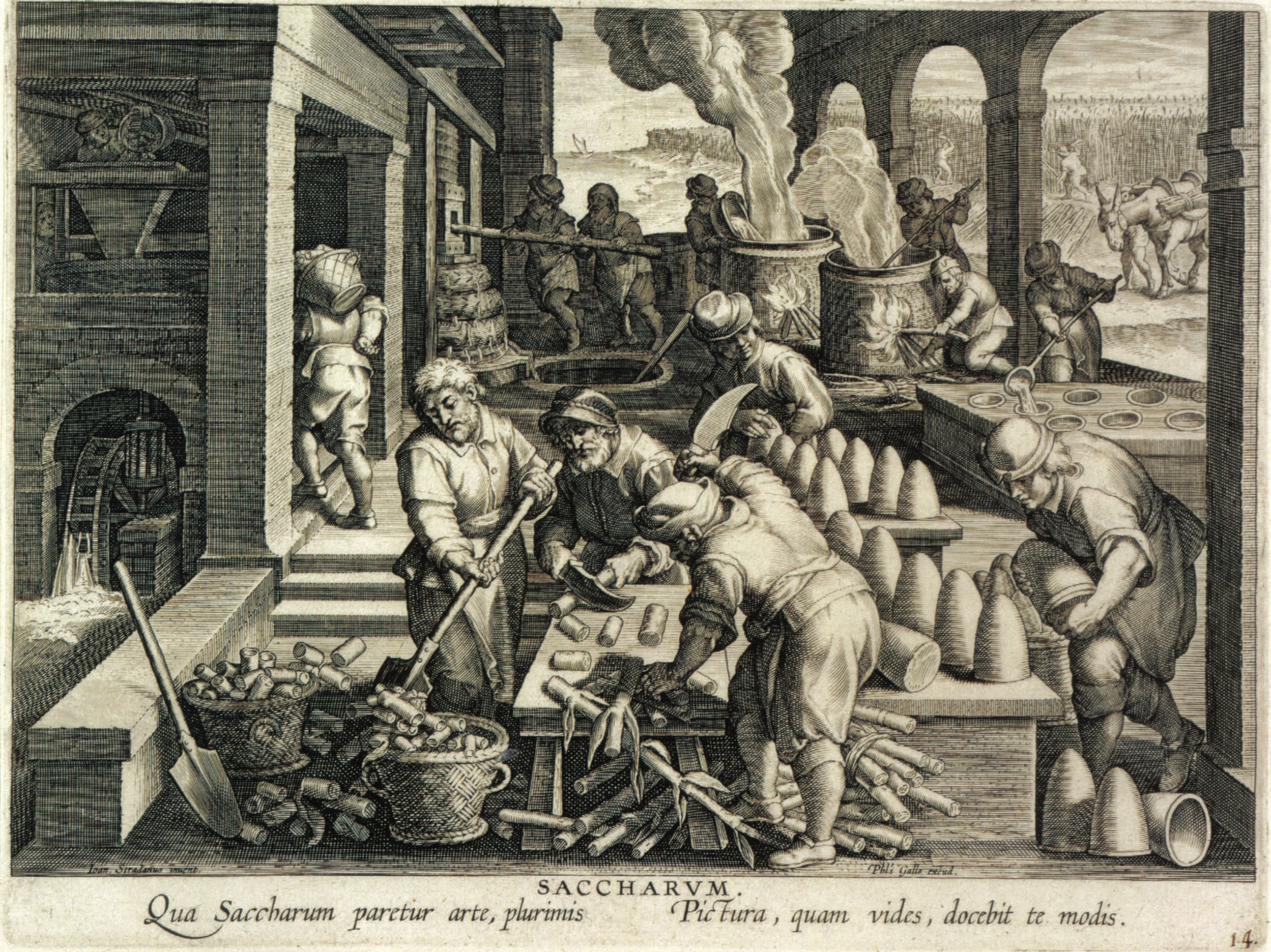
Ilustracja z 1591 przedstawiająca produkcję cukru

- 8000 p.n.e. prawdopodobnie w Nowej Gwinei powstały pierwsze plantacje trzciny cukrowej[2].
- 3000 p.n.e. w Indiach cukier zaczyna być wykorzystywany do słodzenia zamiast miodu[2][3].
- IV w. p.n.e. po podboju Indii przez Aleksandra Macedońskiego informacja o roślinie rodzącej złoty słodki miód dociera do Europy. W tym okresie cukier nazywany „solą indyjską” jest bardzo drogi i wykorzystywany wyłącznie w celach leczniczych[2][3].
- VII w. Arabowie popularyzują uprawę trzciny cukrowej na bliskim i środkowym wschodzie[2].
- ok. 1000 r. Arabowie na Krecie (ar. Quandi – skrystalizowany cukier) zakładają pierwszą znaną cukrownię, wyspa w XI w. podczas jednej z krucjat przechodzi w ręce chrześcijan[3].
- 1493 r. Krzysztof Kolumb zabiera w swoją kolejną podróż na nowy kontynent kilka sadzonek trzciny cukrowej, pierwsza plantacja została założona w San Domingo[2].
- 1516 r. do Europy z nowego kontynentu  docierają pierwsze transporty cukru. Głównymi obszarami produkcji były: Barbados, Jamajka i Kuba, później także Brazylia. Na plantacjach wykorzystywana była niewolnicza praca niewolników pochodzących z Afryki i częściowo pracowników najemnych[2].
- 1747 r. niemiecki chemik Andreas Sigismund Marggraf z Akademii Berlińskiej podczas prac nad wyodrębnieniem cukru z wybranych korzeni roślin okopowych odkrył, że najwięcej cukru znajduje się w korzeniu buraka[2].
- 1786 r. Franz Karl Achard uczeń Marggrafa opracował schemat produkcji cukru na skalę przemysłową[2].
- 1802 r. na Śląsku w majątku Konary zostaje uruchomiona pierwsza na świecie cukrownia rafinująca cukier z buraka cukrowego[2].
- 1806 r. Napoleon Bonaparte wydał decyzję o blokadzie kontynentalnej Europy. Dzięki tej decyzji nastąpiło przyspieszenie rozwoju przemysłu cukrowniczego w Europie[2].
- 1813 r. w miejscowości Passy powstała pierwsza francuska cukrownia[2].
- 1826 r. Henryk Łubieński uruchomił pierwszą cukrownię w Królestwie Polskim w Częstocicach[2].
- Na przełomie lat 20. i 30. XX w Polsce porowadzona była akcja propagandowa z hasłem „Cukier krzepi”, za który od polskiego przemysłu cukrowniczego w konkursie Melchior Wańkowicz wygrał 5 tys. ówczesnych zł[4][5].

## Podział cukru

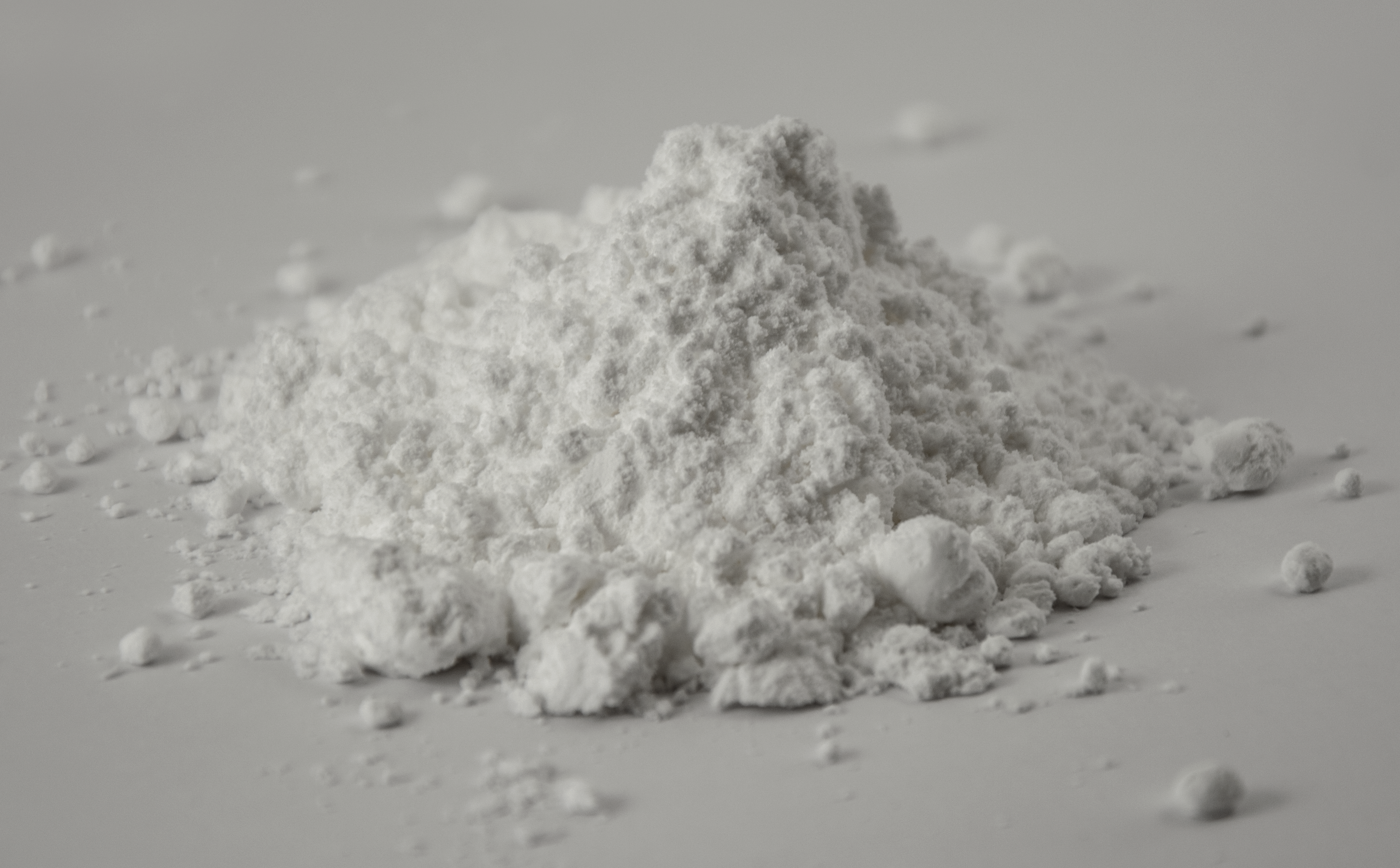
Cukier puder

W najnowszej historii cukru powstało wiele jego rodzajów, rozróżnianych na podstawie m.in. pochodzenia, stopnia oczyszczenia, stopnia rozdrobnienia lub koloru.

### Pochodzenie
- cukier buraczany
- cukier trzcinowy

### Stopień rozdrobnienia, kolor
- biały: puder, granulowany, gruboziarnisty
- ciemny: turbinado, demerara, muscovado, cukier brązowy

### Stopień oczyszczenia
- cukier nierafinowany
- cukier biały
- cukier rafinowany

## Konsumpcja cukru

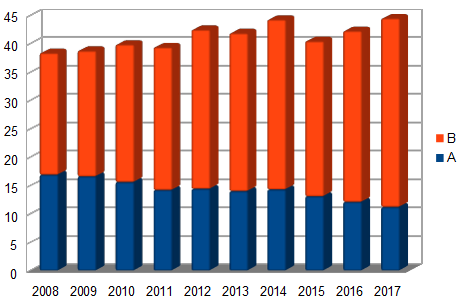
Spożycie cukru w kg na mieszkańca w Polsce. A - cukier nieprzetworzony, wykorzystywany przez gospodarstwa domowe, B - cukier przetworzony, wykorzystywany przez przemysł. Widać znaczny wzrost zapotrzebowania cukru białego przez przemysł spożywczy.

W renesansie cukier był bardzo drogi i wykorzystywany przeważnie jako lekarstwo lub przyprawa. Spożycie cukru na głowę w ówczesnej Europie ocenia się jako 1 łyżka/ rok, na początku XIX w. cukier był dobrem luksusowym, a jego spożycie na osobę w ciągu roku wynosiło ok. 5 kg, obecnie jest dobrem pierwszej potrzeby, a jego konsumpcja przekroczyła już 50 kg/ rok.
Cukier jest jednym z podstawowych surowców dla przemysłu spożywczego, głównie cukiernictwa. Obserwowany jest stale wzrastający trend konsumpcji cukru przez polskie społeczeństwo, który jest najczęściej spożywany w produktach przetworzonych.

## Produkcja cukru
Produkcja światowa cukru w 2000 roku wynosiła 133 miliony ton, z czego około 38 milionów ton pochodziło z buraków cukrowych, a około 95 milionów ton z trzciny cukrowej.
Wprowadzona w 2006 reforma rynku cukru w UE spowodowała, że produkcja w Polsce spadła z 2 milionów ton (przed 2004) do 1,4 miliona w 2010 (liczba cukrowni uległa w tym czasie zmniejszeniu z 43 do 18), natomiast w całej UE z 21 do 13,5 miliona ton.

### Najwięksi światowi producenci cukru (kampania 2009/2010)
| Produkcja cukru surowego (w mln ton) | Produkcja cukru surowego (w mln ton) |
| ------------------------------------ | ------------------------------------ |
| Brazylia                             | 33,45                                |
| Unia Europejska                      | 16,63                                |
| Indie                                | 15,65                                |
| Chiny                                | 13,63                                |
| Tajlandia                            | 7,94                                 |
| Stany Zjednoczone                    | 6,85                                 |
| Meksyk                               | 5,18                                 |
| Australia                            | 4,52                                 |

## Zastosowanie cukru
- surowiec dla przemysłu spożywczego oraz produkt pierwszej potrzeby dla gospodarstw domowych, ponieważ w smaku jest słodki, dobrze wpływa na teksturę wyrobów, ich barwę oraz trwałość
- wykorzystywany jest w rolnictwie do dokarmiania pszczół[1]

## Wpływ na zdrowie
Cukier bywa nazywany białą śmiercią, białą trucizną, słodką trucizną, trucizną naszą codzienną, z uwagi na jego nadmierną konsumpcję (związaną z jego niską ceną i łatwą dostępnością), udowodniony naukowo jego degeneracyjny wpływ na organizm ludzki i zwierzęcy, rolę w rozwoju chorób cywilizacyjnych w społeczeństwie oraz właściwości silnie uzależniające.
WHO zaleca orientacyjnie, aby udział cukru dodanego w diecie nie był większy niż 10% dziennego zapotrzebowania kalorycznego. W przypadku osoby mającej zapotrzebowanie na kalorie ok. 2000 kcal będzie to maksymalnie około 50 g (12 łyżeczek) cukru na dobę.
Amerykańskie Towarzystwo Kardiologiczne (ang. American Heart Association AHA) w zależności od płci zaleca maksymalną dobową porcję cukru dodanego do wszystkich pokarmów w przypadku mężczyzn 150 kcal (37,5 g, czyli ok. 9 łyżeczek cukru na dobę), kobiet 100 kcal (25 g, czyli ok. 6 łyżeczek cukru na dobę).

## Cukier dodany
Problemem dla konsumentów jest tzw. dodatkowy „ukryty” cukier w pokarmach. Najczęściej informacja na temat tego, że cukier został dodany, jest umieszczona na etykiecie. Do najczęściej dosładzanych artykułów spożywczych:
- nektary, napoje gazowane, owocowe, energetyczne, izotoniczne wody smakowe, herbata i kawa w puszce
- pieczywo, pieczywo pakowane i tostowe, drożdżówki, bułeczki, pączki itp.
- produkty z mleka: mleka smakowe, jogurty owocowe, lody, mleko zagęszczone
- produkty spożywcze: sosy (ketchup, majonez, musztarda), masło orzechowe, warzywa i owoce w puszkach, dżemy, płatki śniadaniowe, muesli, kaszki, galaretki, desery, kompoty, zupy instant, grzyby marynowane, konserwy mięsne, konserwy rybne, przetwory, wyroby wędliniarskie, produkty typu light
- słodkie napoje alkoholowe, owoce w alkoholu

## Substytuty cukru
Cukier spożywczy ma swoje zamienniki, które nie mają wartości energetycznej lub ich wartość energetyczna jest znikoma. Do zatwierdzonych przez FDA słodzików należą m.in.: aspartam, sukraloza, sacharyna, glikozydy stewiolowe i taumatyna.

## Okres przydatności do spożycia
Cukier, zarówno w formie krystalicznej, jak i syropów, ma nieograniczony okres przydatności do spożycia, gdyż jest odporny na rozwój mikroorganizmów. Podczas przechowywanie może następować zbrylanie cukru w formie stałej oraz krystalizacja w syropach. Produkty takie nadal nadają się do spożycia.

## Dodatkowe informacje
- Uderzając silnie dwiema kostkami cukru o siebie, miażdżąc je młotkiem lub innym narzędziem, można zaobserwować zjawisko tryboluminescencji. Zabłysną na ułamek sekundy niebieskim światłem. Można to jednak dostrzec tylko w ciemnym pomieszczeniu[19].